# Свободне (Бериславський район)
Свобо́дне — село в Україні, в Кочубеївській сільській територіальній громаді Бериславського району Херсонської області. Населення становить 149 осіб.

## Історія
12 червня 2020 року, відповідно до Розпорядження Кабінету Міністрів України від № 726-р «Про визначення адміністративних центрів та затвердження територій територіальних громад Херсонської області», увійшло до складу Кочубеївської сільської громади.
19 липня 2020 року, в результаті адміністративно-територіальної реформи та ліквідації   Високопільського району.увійшло до складу Бериславського району.

## Населення
Згідно з переписом УРСР 1989 року чисельність наявного населення села становила 185 осіб, з яких 89 чоловіків та 96 жінок.
За переписом населення України 2001 року в селі мешкало 149 осіб.

### Мовний склад
Рідна мова населення за даними перепису 2001 року:
| Мова       | Чисельність, осіб | Доля     |
| ---------- | ----------------- | -------- |
| Українська | 142               | 95,30 %  |
| Молдовська | 4                 | 2,68 %   |
| Російська  | 3                 | 2,02 %   |
| Разом      | 149               | 100,00 % |